# Arfang Sonko
Pour les articles homonymes, voir Sonko.
Arfang Sonko, appelé également Arfang Bassire Sonko ou Arfang Bessire Sonko, né en 1886 à Bessire ou Bassire et mort le 28 février 1955 à Ziguinchor, est un chef de canton sénégalais.
Il est le chef du canton des Djougouttes-Nord, en Basse-Casamance, de 1925 à 1946. Très autoritaire, il fait construire par le travail forcé la route entre Ziguinchor et Tobor et commence à créer un réseau d'écoles. Face aux plaintes, il est mis à la retraite en 1946. 
Il est le grand-père de l'homme politique sénégalais Ousmane Sonko.

## Biographie

### Chef de canton
Arfang Sonko, né en 1886 à Bessire est le fils du premier chef officiel de son village, Abounga Sonko. En contact avec les Mandingues, il voyage et fait du commerce en Gambie et dans le Fouta-Djalon. Entrant ainsi en contact avec des musulmans, il est le premier de son village, animiste, à se convertir à l'islam,.
Il devient chef de son village en 1905, bénéficiant du fait qu'il est musulman, l'administration coloniale française préférant les musulmans ou les chrétiens aux animistes jugé moins fiables. En 1925, succédant à Ansoumana Diatta, il est nommé chef du canton des Djougouttes-Nord. Il occupe ce poste jusqu'à sa mise en retraite d'office en 1946,,. Une telle longévité à ce type de poste est rare et s'explique par le réseau de chefs de village qu'il a lui-même nommés et la confiance de l'administration,.
Aux yeux de l'administration coloniale française, Arfang Sonko apparaît comme un bon chef. Il est très bien noté, parce qu'il est zélé et autoritaire. En 1934, il est ainsi évalué :  « Chef de canton jouissant d'un fort prestige. Très consciencieux et dévoué à notre cause ; est le meilleur des chefs de canton du cercle de Bignona. ».

### Route et écoles
Il fait réquisitionner des milliers de travailleurs prestataires pour construire puis entretenir la route entre Ziguinchor et Tobor. En effet, dans le Sénégal colonial, tout contribuable masculin doit huit jours, puis à partir de 1928 quatre jours, de travail forcé, en application du code de l'indigénat. Le chef de canton est chargé du recrutement. Arfang Sonko est particulièrement efficace dans cette tâche, qu'il accomplit avec dureté. 
La construction de cette route, terminée en 1928, est particulièrement difficile. C'est une portion d'un itinéraire à créer, reliant Zinguinchor à Bignona. Les conditions de travail sont tellement rudes qu'elles laissent des traces dans la mémoire collective longtemps après. Dans cette zone très marécageuse, il faut construire une digue, sans beaucoup de moyens et avec des matériaux locaux, pour surélever la route sur toute sa longueur, soit 6 km. 14 000 travailleurs sont mobilisés, pour des durées excédant le travail forcé légal,.
Arfang Sonko crée les premières écoles de village dans son canton et tente de faire appliquer l'obligation scolaire,,. Il soutient l'action de Lamine Sonko, chef du village de Baïla, à qui il donne son patronyme, dans son action en faveur de l'ouverture d'écoles. Une partie de la population y adhère.

### Plaintes et destitution
L'autoritarisme d'Arfang Sonko génère de nombreuses plaintes de ses administrés,,, qui le décrivent comme particulièrement brutal. S'ils ne payent pas leurs impôts ou ne fournissent pas le travail forcé, il leur confisque leur bétail ou leur récolte. Face à ces courriers, l'administration reconnaît en interne qu'Arfang Sonko « a manqué parfois de mesure », lui demande de changer de méthode mais ne le sanctionne pas et prend sa défense.
Toutefois, la situation change en 1946. Léopold Sédar Senghor est élu député du Sénégal et les populations redirigent vers lui leurs plaintes. Guibril Sarr, instituteur et futur militant politique autonomiste casamançais, dénonce le bien-fondé de la nomination d'Arfang Sonko. En juin 1946, la population du village d'Arfang Sonko, Bessire, se bat avec celle des villages voisins. Les chefs de village ne le soutiennent plus et l'administration coloniale le met à la retraite,.
Arfang Sonko meurt le 28 février 1955 à Ziguinchor.

## Décoration
- Par décret du 21 janvier 1944, Arfang Sonko est nommé chevalier dans l'ordre de l'Étoile d'Anjouan[17].

## Mémoire et descendance
Arfang Sonko a laissé de vifs souvenirs en Casamance. En 1985, une école de Bignona reçoit son nom et en septembre 2000, le président du Sénégal Abdoulaye Wade donne le nom d'Arfang Sonko à la vingt-cinquième campagne d'alphabétisation,. 
Arfang Sonko est le grand-père de l’homme politique sénégalais Ousmane Sonko, opposant politique au président Macky Sall qui fait élire en 2024 Bassirou Diomaye Faye président de la république du Sénégal, ne pouvant pas  se présenter lui-même.